# Carnota (parroquia)
Carnota (llamada oficialmente San Mamede de Carnota) es una parroquia española del municipio de Carnota, en la provincia de La Coruña, Galicia.

## Otras denominaciones
La parroquia también es conocida por el nombre de San Mamed de Carnota.

## Entidades de población
Entidades de población que forman parte de la parroquia:
- Adraño
- A Igrexa (A Igrexa o A Rateira)
- A Perecha
- As Estañeiras
- Caldebarcos
- Canedo
- Capelán
- Castelo
- Cornido
- Cruces (As Cruces)
- Cubelo
- Fetós
- Freán
- Gándara de Caldebarcos (A Gándara de Caldebarcos)
- Louredo
- Outeiro (O Outeiro)
- O Carracedo
- O Rego da Leña
- O Viso
- Panchés
- Parada
- Peralvar ("Peralbar")
- Piñeiros
- Rateira
- Riazón
- Rieiro (O Rieiro)
- Vadebois
- Vilar (Vilar de Parada)
- Vilares
- Xestoso

## Despoblado
Despoblado que forma parte de la parroquia:
- Sancibrán (San Cibrán)

## Demografía
| Gráfica de evolución demográfica de Carnota entre 2000 y 2018 |
|                                                               |
| Datos según el nomenclátor publicado por el INE.              |